# بردية هيرست

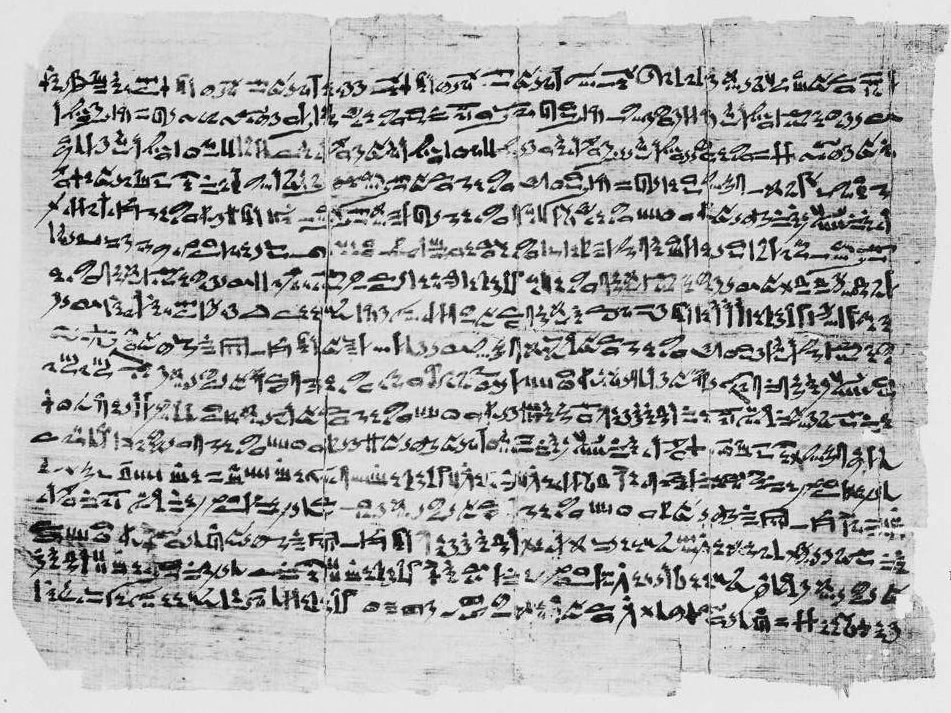

بردية هيرست، والتي تسمى أيضًا بردية هيرست الطبية، هي إحدى البرديات الطبية في مصر القديمة. سميت تبعًا لاسم فيبي هيرست. وتحتوي هذه المخطوطة البردية على 18 صفحة من الوصفات الطبية المكتوبة بالكتابة الهيراطيقية المصرية، وتركز على علاج مشاكل الجهاز البولي والدم والشعر والعضات. ويعود تاريخها إلى النصف الأول من الألفية الثانية قبل الميلاد. وتعتبرهذه المخطوطة مهمة، ولكن تبقى هناك بعض الشكوك حول صحتها.

## الأصل
وفقًا لجورج ريزنر (الذي نشر لوحات من ورق البردي عام 1905)، فقد تم استلام بردية هيرست في ربيع عام 1901 في معسكر بعثة هيرست في مصر من فلاح في قرية دير البلاس المجاورة، وكشكر له. -للسماح لنا بأخذ الأسمدة من أكوام النفايات. سُميت لاحقًا باسم فيبي هيرست (والدة ويليام راندولف هيرست، رئيس الصحيفة) التي مولت الكثير من تلك الحملة التي اقامتها جامعة كاليفورنيا.
تم تأريخ هذه البردية إلى الأسرة الثامنة عشر في مصر، في وقت قريب من عهد الفرعون تحتمس الثالث. ويُعتقد أن النص قد تم تأليفه سابقًا، من خلال المملكة الوسطى، حوالي عام 2000 قبل الميلاد. واعتبارًا من 2007 ، فقد تم حفظها في مكتبة بانكروفت، جامعة كاليفورنيا ، بيركلي.
في السنوات اللاحقة، أثيرت بعض الشكوك حول أصالتها. وتمت دراسة محتويات ورق البردى على نطاق واسع من اللوحات المنشورة، ولكن لم يتم فحص ورق البردي الأصلي بعناية. وكما أوضح أمينها عام 2003، فإن "البردية في حالة جيدة بشكل مدهش. يكاد يكون من الصعب جدًا تصديقها. " ومن ناحية أخرى، لم يكن لدى ريزنر أي شك، فكتب في عام 1905، "لم يتم فتح اللفة منذ العصور القديمة ولم يتم تحريك التجاعيد الخارجية، والغبار الناعم، وقوالب الحشرات التي وجدت بها. ولتسوية هذه المعضلة، أعربت مكتبة بانكروفت عن نيتها فحص ورق البردي في وقت ما في المستقبل لتحديد ما إذا كانت حقيقية أو مزيفة.

## المحتوى
بردية هيرست هي إحدى البرديات الطبية في مصر القديمة، والتي كانت تستخدم لتسجيل الطرق العلاجية لمشاكل مثل الصداع ومشاكل الجهاز الهضمي. وتضمنت معظم البرديات أيضًا قسمًا عن التمائم والتعاويذ السحرية التي يتم إجراؤها على المريض قبل وأثناء وبعد العلاج.
تحتوي بردية هيرست على 260 فقرة منها 18 عمودًا من الوصفات الطبية، مكتوبة بالكتابة الهيراطيقية المصرية القديمة. وتتراوح الموضوعات من «الأسنان التي تتساقط» إلى «اصلاح لعلاج الرئة»، وتركز أيضا على علاج مشاكل الجهاز البولي والدم والشعر والعضات (من قبل البشر، الخنازير وأفراس النهر). تتعامل إحدى التعويذات مع «المرض الكنعاني»، «عندما يحتي الجسم على بقع من الفحم»، والتي ربما تكون التولاريميا، وهي أحد «الأوبئة» التي ساعدت على إزاحة الهكسوس.

## روابط خارجية
- "Hearst Medical Papyrus". Foundations of Anthropology at the University of California. Bancroft Library، جامعة كاليفورنيا. مؤرشف من الأصل في 2016-10-12.